# Hard Rain (川村カオリの曲)
「Hard Rain」（ハード・レイン）は1989年5月21日にポニーキャニオン/SEE・SAW発売された川村かおりの3枚目のシングル。

## 内容
- 2枚目のアルバム『CAMPFIRE』収録時は「(gonna be a) Hard Rain -激しい雨が降る-」のタイトルで収録されている。
- C/Wは前作シングル「Sweet Little Boy」をロシア語で歌ったもの。

## 収録曲
1. Hard Rain
作詞・作曲・編曲：高橋研
2. Sweet Little Boy （ロシア語バージョン）
作詞：川村かおり・辻仁成　作曲・編曲：辻仁成